# Carlos Alberto de Almeida Junior
Carlos Alberto de Almeida Junior (Rio de Janeiro-RJ, 17 de Junho de 1980), mais conhecido como Carlinhos, é um ex-futebolista brasileiro que atuava como volante.

## Carreira
Revelado pelo Flamengo, clube pelo qual foi campeão do Campeonato Carioca de Futebol e da Copa dos Campeões, ambos em 2001, Carlinhos passou ainda por Brasiliense e pelo Vasco da Gama, antes de atuar na Europa.

## Títulos
Flamengo
- Taça Guanabara: 2001
- Campeonato Carioca de Futebol: 2001
- Copa dos Campeões: 2001

Brasiliense
- Campeonato Brasileiro de Futebol - Série C: 2002

Vasco da Gama
- Taça Guanabara: 2003
- Campeonato Carioca de Futebol: 2003